# ブリーディング・ラヴ
「ブリーディング・ラヴ」（Bleeding Love）は、ライアン・テダーとジェシー・マッカートニーによって作詞・作曲されまたテッダーがプロデュースした、イギリスの歌手・レオナ・ルイスのR&Bバラード曲。デビュー・アルバムにはオープニング曲として収録されている。この楽曲はアルバムからの1作目のシングル（公式にはケリー・クラークソンのカバー曲「ア・モーメント・ライク・ディス」に続くセカンドシングル扱い）にあたり、2007年10月にイギリスとアイルランドでリリースされた。デジタル規格では2007年12月にアメリカ合衆国でリリースされたのをはじめ、2007年12月から2008年3月にかけて世界中でリリースされている（リリース日一覧を参照）。
この楽曲は、2007年のイギリスで最も売れたシングルになった他、世界各国のセールス、エアプレイチャートでも第1位を獲得している。

## ミュージック・ビデオ
この楽曲には、UK（イギリス）ヴァージョンとUS（アメリカ合衆国）ヴァージョンの2種類のビデオが存在する。

## 規格と収録曲
- CDシングル （カタログ番号：88697175622）

1. ブリーディング・ラヴ（アルバム・ヴァージョン）(ライアン・テッダー、ジェシー・マッカートニー） - 4分21秒
2. フォーギヴネス[4] （カーラ・ディオガルディ、レオナ・ルイス、サラーム・レミ）[5] - 4分26秒

- マキシシングル (88697222422)[6]

1. ブリーディング・ラヴ（アルバム・ヴァージョン）（テッダー、マッカートニー） - 4分21秒
2. フォーギヴネス（ディオガルディ、レオナ、レミ） 4分21秒
3. ア・モーメント・ライク・ディス(Jorgen Elofsson、ジョン・リード) - 4分17秒
4. ブリーディング・ラヴ（ビデオ）

- アメリカ合衆国 CD プロモーショナル・シングル (88697218242)[7]

1. ブリーディング・ラヴ（ラジオ・ヴァージョン）（テッダー、マッカートニー） - 3分59秒
2. ブリーディング・ラヴ（アルバム・ヴァージョン）（テッダー、マッカートニー） - 4分21秒
3. ブリーディング・ラヴ (Call Out Hook) （テッダー、マッカートニー） - 10秒

- アメリカ合衆国 デジタルCD・シングル (886972980522)[8]

1. ブリーディング・ラヴ（アルバム・ヴァージョン）（テッダー、マッカートニー） - 4分21秒

## リミックス
- ブリーディング・ラヴ (Jason Nevins Original Radio Mix) - 3分40秒
- ブリーディング・ラヴ (Jason Nevins Extended Mix) - 5分56秒
- ブリーディング・ラヴ (Kings of Soul Bleedin Vocal Mix) - 7分30秒
- ブリーディング・ラヴ (Moto Blanco Radio Edit) - 3分43秒
- ブリーディング・ラヴ (Moto Blanco Club Mix) - 8分42秒
- ブリーディング・ラヴ (Moto Blanco Dub) - 8分36秒
- ブリーディング・ラヴ (Shapeshifters Vocal Mix) - 8分23秒
- ブリーディング・ラヴ (Shapeshifters Nocturnal Dub) - 6分27秒

## リリース日一覧
| 国/地域          | 発売日                     | レーベル   | 規格                                 |
| ---------------- | -------------------------- | ---------- | ------------------------------------ |
| アイルランド     | 2007年10月19日             | Syco Music | CD                                   |
| イギリス         | 2007年10月21日             | Syco       | デジタル・ダウンロード               |
| イギリス         | 2007年10月22日             | Syco       | CD                                   |
| ニュージーランド | 2007年12月3日              | ソニーBMG  | CD                                   |
| スウェーデン     | 2007年12月6日              | ソニーBMG  | CD                                   |
| オーストラリア   | 2007年12月15日             | ソニーBMG  | CD                                   |
| アメリカ合衆国   | 2007年12月18日             | J Records  | デジタル・ダウンロード               |
| アメリカ合衆国   | 2008年3月18日              | J Records  | CD                                   |
| イタリア         | 2008年1月11日              | ソニーBMG  | CD                                   |
| ドイツ           | 2008年1月11日              | ソニーBMG  | CD、マキシCD、デジタル・ダウンロード |
| スイス           | 2008年1月11日              | Syco       | CD、マキシCD                         |
| 香港             | 2008年1月23日              | Syco       | マキシCD、デジタル・ダウンロード     |
| シンガポール     | 2008年1月23日              | Syco       | マキシCD、デジタル・ダウンロード     |
| オランダ         | 2008年1月28日              | ソニーBMG  | CD                                   |
| 日本             | 2008年2月13日 2008年4月9日 | BMG JAPAN  | デジタル・ダウンロード               |